# خيسوس رودريغيز ألميدا
خيسوس رودريغيز ألميدا (بالإسبانية: Jesús Rodríguez Almeida)‏ هو محامي وسياسي مكسيكي، ولد في 1 نوفمبر 1971 في مدينة مكسيكو في المكسيك. حزبياً، نشط في حزب العمل الوطني.